# Scott Asheton
Scott "Rock Action" Asheton (16 de agosto de 1949 - 15 de março de 2014) foi baterista da banda de rock The Stooges, com quem tocou com seus irmão mais velho Ron Asheton, Iggy Pop e (originalmente) Dave Alexander, tendo participado de todos os discos de estúdio da banda.

## Carreira
Durante a separação da banda, ele estava entre os poucos músicos que tocou com Iggy Pop durante a turnê européia de 1978.
Scott Asheton também tocou com Scott Morgan em diferentes bandas (incluindo "The Scott Morgan Band and Scots Pirates"), dentre elas a mais famosa foi Sonic's Rendezvous Band da qual participava o ex-guitarrista do MC5 Fred Smith.
Scott participou da turnê de encontro do Destroy All Monsters, com o pseudônimo de Dark Carnival, e apareceu também em alguns álbum de Sonny Vincent. Entretanto, desde o retorno dos Stooges em 2003 Scott trabalhou exclusivamente com a banda.
Em 17 de junho 2011 após um show no Hellfest Festival, Scott sofreu um AVC, o que causou sua despedida dos palcos em apresentações ao vivo. Larry Mullins que já havia tocado com Iggy Pop na década de 90, substituiu Scott para o cumprimento da agenda de shows da banda.
Em 2013 os Stooges lançaram seu último álbum de estúdio, Ready to Die, do qual Scott participou das gravações, mas por seu estado de saúde debilitado não teve condições de fazer turnê com o restante da banda.
Em 15 de março de 2014, Scott morreu aos 64 anos vítima de um ataque cardíaco na cidade de Ann Arbor conforme divulgado por sua filha Leanna Asheton.

## Discografia
com The Stooges
- The Stooges (1969)
- Fun House (1970)
- Raw Power (1973)
- The Weirdness (2007)
- Ready to Die (2013)